# Kaplanovo
Kaplanovo este o localitate din comuna Velike Lašče, Slovenia, cu o populație de 21 de locuitori.